# Christiaan Frederik Hendriks
Christiaan Frederik Hendriks, bekend als C.F. Hendriks jr., (Amsterdam, 11 september 1861 - Bussum, 23 december 1923) was een Nederlands componist en organist.
Hendriks is zoon van bediende Christoffel Frederik Henrichs en Maria Johanna Haring. Hijzelf was getrouwd met Johanna Harmanna Brandts. Hij stierf na een langdurig ziektebed.
Zijn muziekopleiding kreeg hij van Jan Hendrik Christoffel ten Broeke (een leerling van Jan Daniël Brachthuizer) en aan het Conservatorium van Amsterdam bij Samuel de Lange jr. en Jean-Baptiste de Pauw. Hij kreeg er lessen in orgel en piano. Hij werd daarna orgelleraar aan het Blindeninstituut in Amsterdam (later naar Bussum/Huizen), organist van de Evangelisch Lutherse Gemeente, Ronde Lutherse Kerk  en organist bij het Concertgebouworkest en het orkest der Toonkunst. In die laatste hoedanigheden gaf hij concerten in het Concertgebouw en Paleis voor Volksvlijt. Hij gaf ook concerten in het buitenland, zoals in het Trocadero in Parijs. Hij stond erom bekend dat hij meerdere keren onder Willem Mengelberg de moeilijke orgelpartij uit de Matthäus-Passion van Johann Sebastian Bach heeft uitgevoerd. Hij speelde ook al onder de eerste dirigent van het Concertgebouworkest Willem Kes.
Na zijn overlijden raakte hij snel in de vergetelheid; slechts af en toe wordt er nog een orgelwerk van hem uitgevoerd.
In aanvulling op genoemde werkzaamheden schreef hij ook een aantal werken:
- opus 1: Prelude en fuga voor orgel in c mineur
- opus 4: Sonate voor orgel in e mineur
- opus 7: Vierentwintig canonische voorspelen voor orgel
- opus 8: Suite voor strijkorkest
- opus 9: Prelude en fuga in g mineur voor orgel
- opus 10: Toccata voor orgel
- opus 11: Poëzie voor mannenkoor
- opus 13: Sonate nr. 1 voor viool en piano
- opus 14: Trois pieces pour le piano
- opus 16: Sonate nr. 2 voor viool en piano
- opus 17: Andante espressivo, voor piano en viool
- opus 18: Mouvement de valse voor piano en cello
- opus 19: Adagio voor piano en cello
- opus 22: Suite mignonne voor piano (Prelude, Air, Wals, Romance, Gavotte) met een première op 22 april 1910 in Amsterdam)
- opus 23: Drie stukken voor orgel
- opus 26: Morceau élegiaque
- opus 30: Variaties op psalm 107
- twee stukken voor viool en piano: Tarantelle en Romance
- De Morgen; versie voor mannenkoor en een versie voor gemengd koor en piano

- International Standard Name Identifier: 0000 0000 5152 5932
- Library of Congress Control Number: no92018643
- Nationale Bibliotheek van Tsjechië: mzk2012725203
- Nederlandse Thesaurus van Auteursnamen: 170756017
- Virtual International Authority File: 44728793
- WorldCat: E39PBJmDhMmmMGdgq39ytq8Qv3